# Aveiro (Portugal)

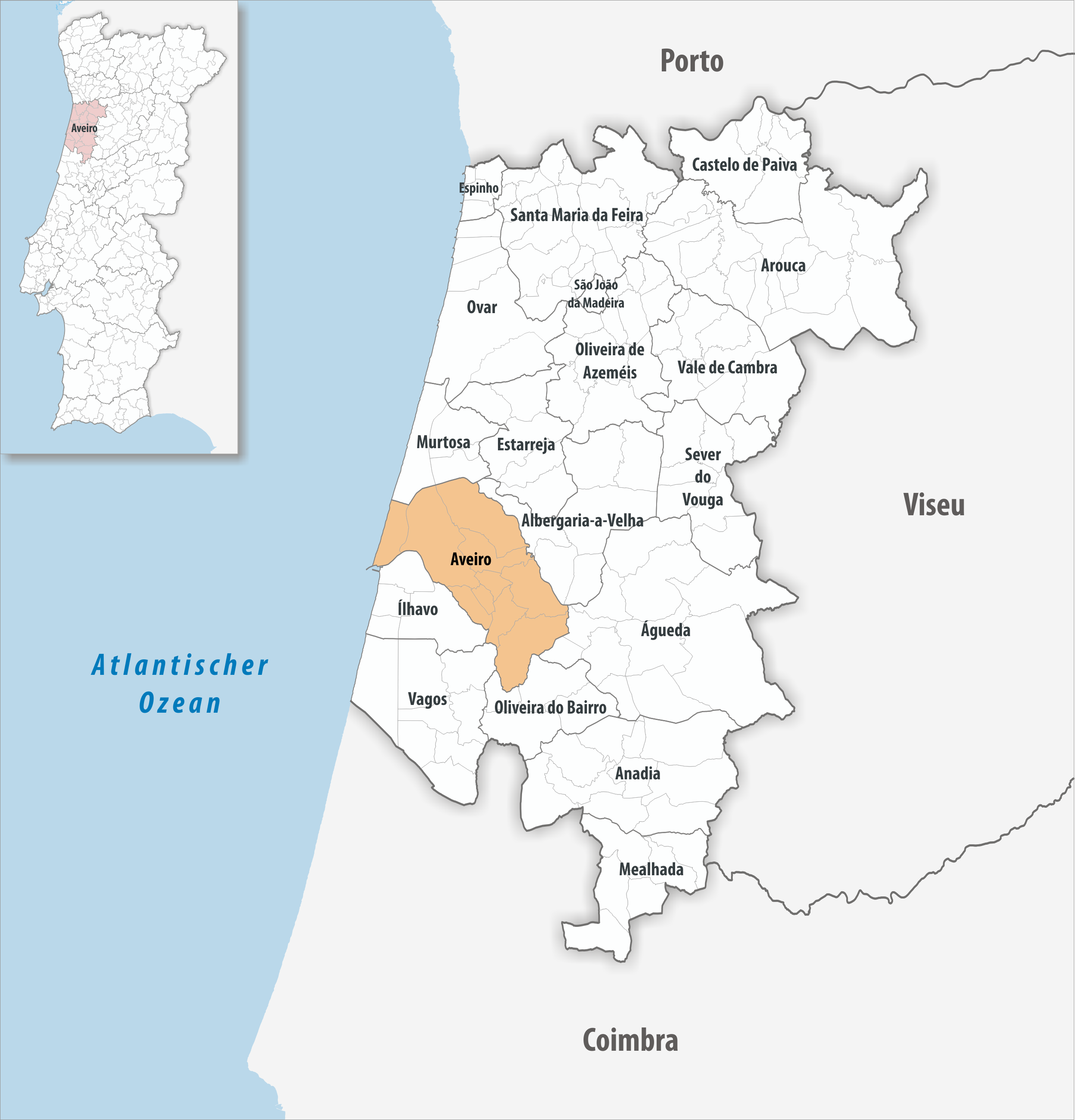
Kreis Aveiro

Aveiro (IPA [a'vɐiɾu]) ist die Hauptstadt des Distrikts Aveiro im Norden von Portugal. 
Die Stadt liegt an der Küste des Atlantischen Ozeans 60 km südlich von Porto am Südufer der Ria de Aveiro, die sich im Mündungsgebiet des Rio Vouga befindet. Aveiro ist Sitz des Bistums Aveiro. Wegen der drei Kanäle Canal de São Roque, Canal das Pirâmides und Canal dos Santos Mârtires wird die Stadt auch „das Venedig Portugals“ genannt.

## Geschichte
Dolmen und andere Funde belegen eine vorgeschichtliche Besiedlung. Salzgewinnung und der Handel über See machten die Bedeutung des Ortes aus. Die Römer nannten den Ort Talabriga. Aveiro wird am 26. Februar 959 in einer Urkunde der Condessa Mumadona zum ersten Mal offiziell erwähnt. Der Ort wurde im 13. Jahrhundert zur Vila erhoben.
Der im 16. Jahrhundert in Aveiro geborene Joao Affonso war einer der ersten Seefahrer, der die reichen Fischereigründe von Neufundland besuchte, und an dem dortigen einträglichen Fischfang nahmen die Fischer Aveiros bald rege teil. Infolgedessen stieg die Bevölkerungszahl auf 14.000 Einwohner. Während des gleichen Jahrhunderts wurde die Kathedrale Aveiros gebaut und die Stadt mit ihrer Umgegend von König Johann III. zum Herzogtum erhoben, das bis 1720 dem Haus Lancastro gehörte. Der Titel des Herzogs von Aveiro erlosch, als dessen letzter Träger, Dom José de Mascarenhas da Silva e Lencastre, wegen angeblichen Hochverrats am 13. Januar 1759 hingerichtet wurde.
Aufgrund eines Sturms versandete die Hafeneinfahrt 1575 derart, dass die Schifffahrt und damit auch der Fischfang stark beeinträchtigt wurde. Fruchtbares Land versumpfte. Die Einwohnerzahl ging bis Ende des 18. Jahrhunderts auf etwa 3.500 Menschen zurück. Aveiro erholte sich nur langsam. Es wurde dann im Jahre 1759 zur Stadt (Cidade) erhoben. Am 3. April 1808 konnte nach mehreren vergeblichen Versuchen eine neue Hafeneinfahrt eröffnet werden. Am 7. Juli 1864 erhielt Aveiro durch die Eröffnung der Linha do Norte eine direkte Eisenbahnverbindung nach Lissabon und Porto. Es setzte eine industrielle Entwicklung der Stadt ein, und sie wuchs deutlich.
| Jahr            | Einwohner  |
| --------------- | ---------- |
| 16. Jahrhundert | ca. 12.000 |
| 18. Jahrhundert | ca. 3.500  |
| 2008            | 73 100     |

## Wirtschaft
Seesalzgewinnung, die Fischerei und der Fang von Algen als Düngemittel waren historisch bedeutende Wirtschaftszweige in der Stadt, haben aber heute stark an Bedeutung verloren und werden zum Teil nicht mehr betrieben.
Aveiro ist heute einer der bedeutendsten Industriestandorte in Portugal. Nach Lissabon und Porto war der Kreis Aveiro 2009 der wirtschaftlich bedeutendste Verwaltungskreis in Portugal, mit 6,7 % der in Portugal ansässigen Unternehmen, die für 4 % des Steueraufkommens des Landes stehen. 5,7 % des Bruttoinlandsproduktes Portugals werden hier erwirtschaftet (Zahl von 2011).
Unter der Vielzahl hier ansässiger Betriebe befinden sich u. a. Werke von Renault, Portucel Soporcel und Bosch. Die wichtigsten Wirtschaftszweige Aveiros sind Metallverarbeitung, Porzellan-, Keramikproduktion, Nahrungsmittelindustrie, Papierherstellung und Holz- und Korkverarbeitung.
Der Hafen von Aveiro ist ein bedeutender Logistikstandort. Zudem hat der Fremdenverkehr an Bedeutung gewonnen.

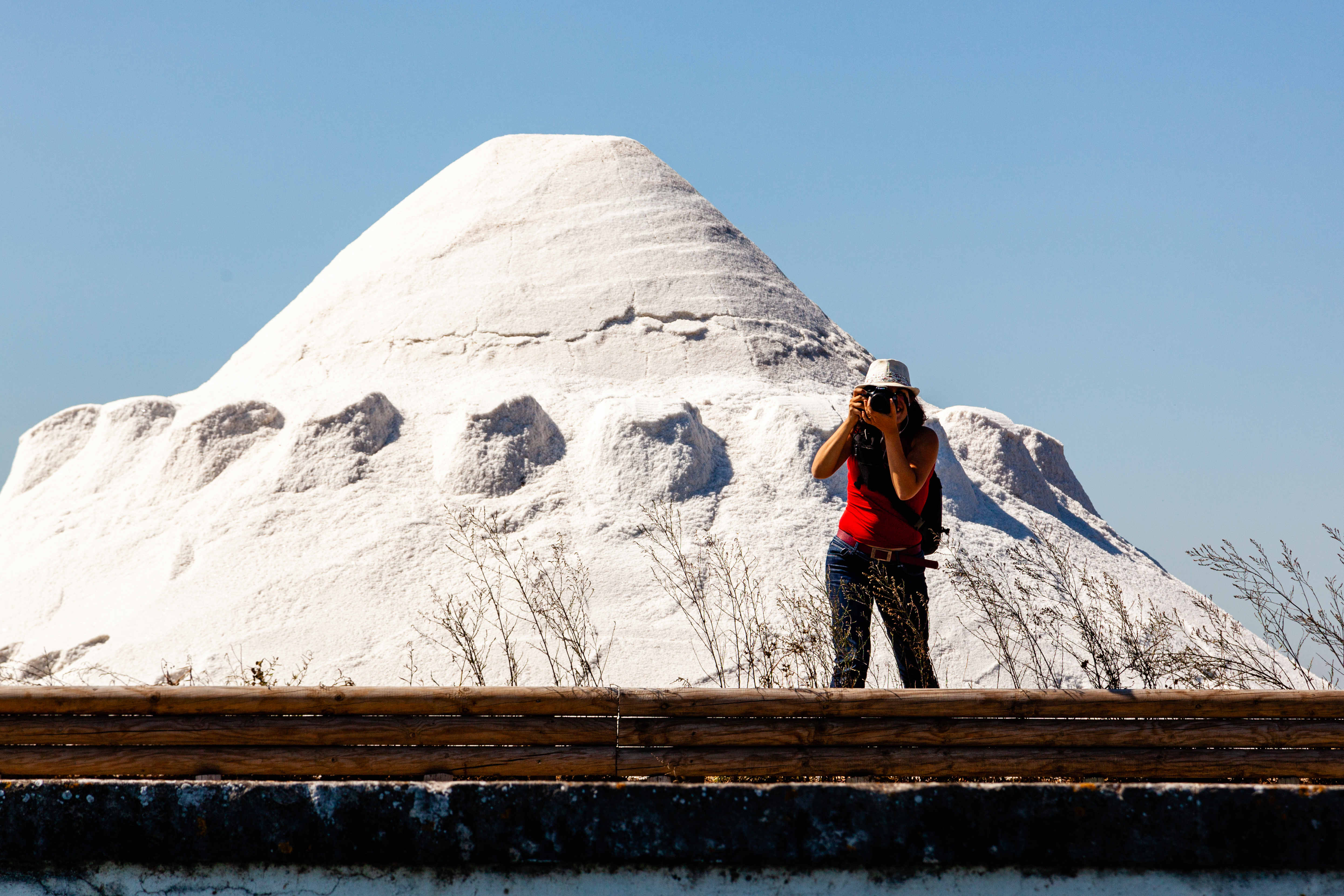
Meersalzhalde in Aveiro

## Verkehr

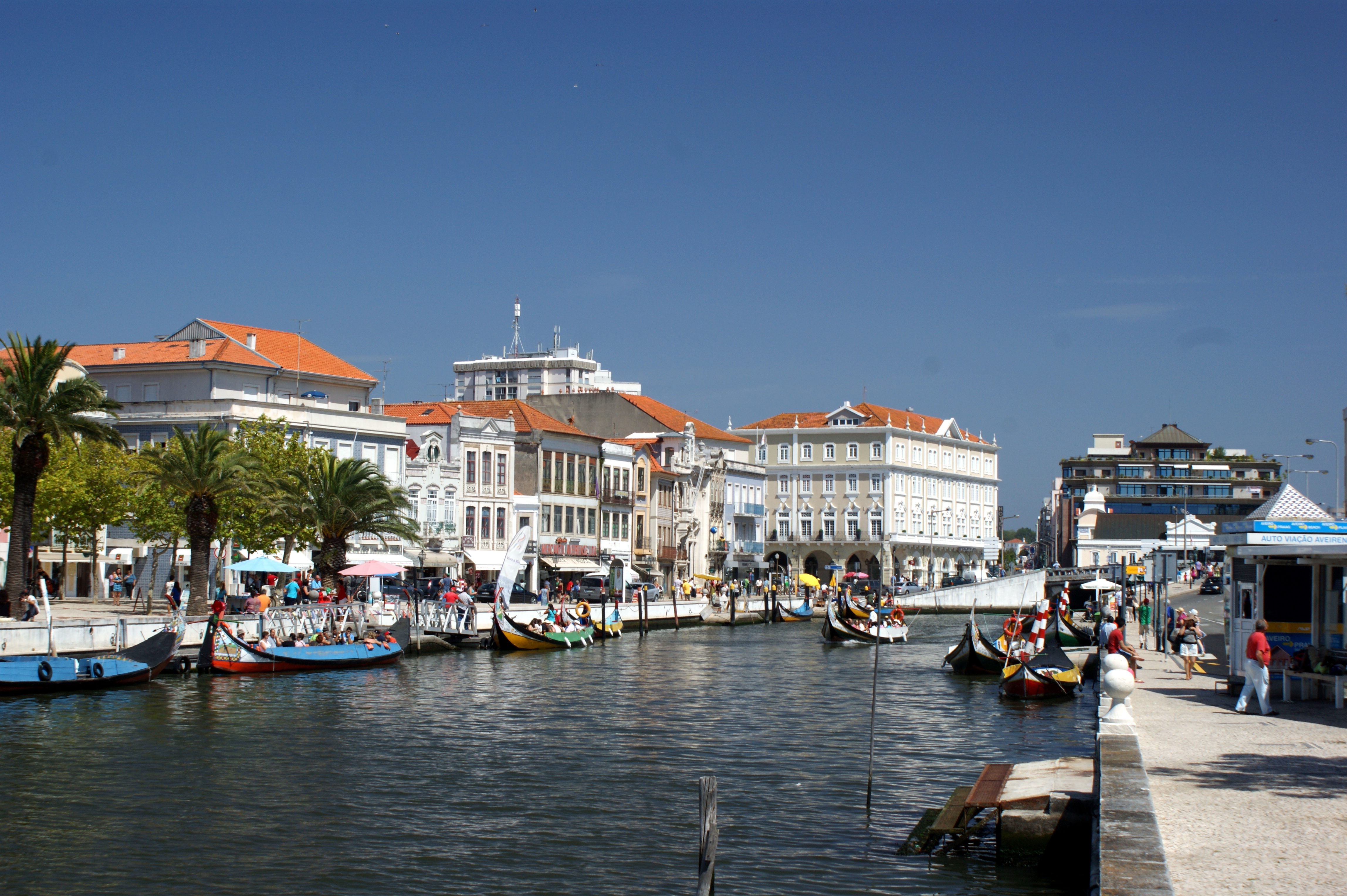
Im Zentrum Aveiros

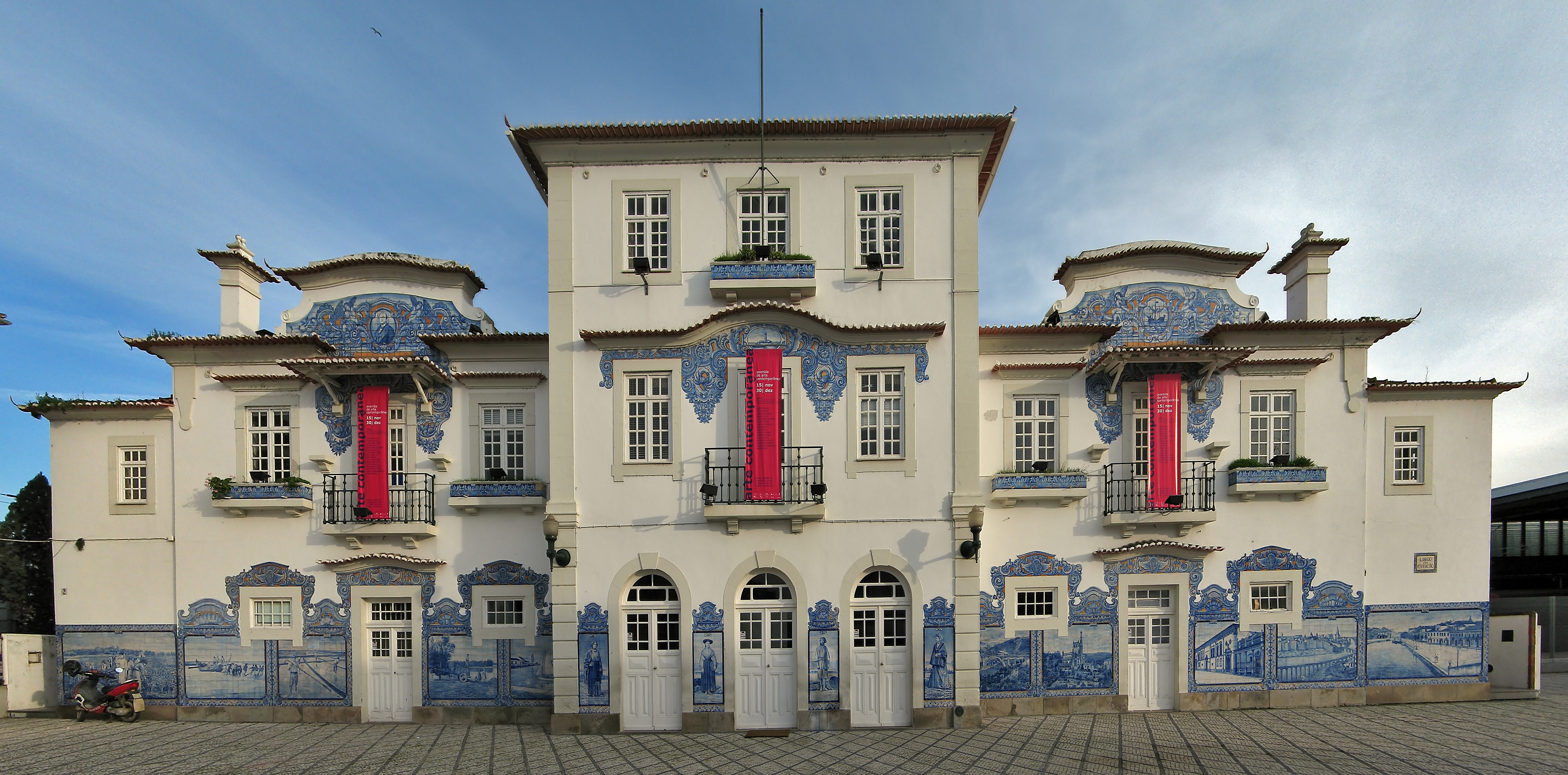
Der historische Bahnhof mit seinen charakteristischen Azulejos. Der neue Bahnhof befindet sich daneben.

Im Straßenverkehr ist Aveiro durch die Autobahnen A1, A17 und A25, welche Verbindungen nach Porto, Lissabon, Coimbra, Leiria und Viseu ermöglichen, erschlossen. Die Stadt verfügt über zwei Anschlüsse: Aveiro-Sul und Aveiro-Nascente.
Im Bahnverkehr besitzt Aveiro einen Bahnhof an der Linha do Norte, zudem findet hier die meterspurige Linha do Vouga nach Espinho ihren Ausgangspunkt.
Der Flughafen São Jacinto befindet sich nahe Aveiros, der frühere Militärflugplatz dient heute auch Sportflugzeugen, Linienverkehr findet keiner statt.
In Aveiro befindet sich ein großer Seehafen mit vier Terminals.

## Öffentliche Einrichtungen

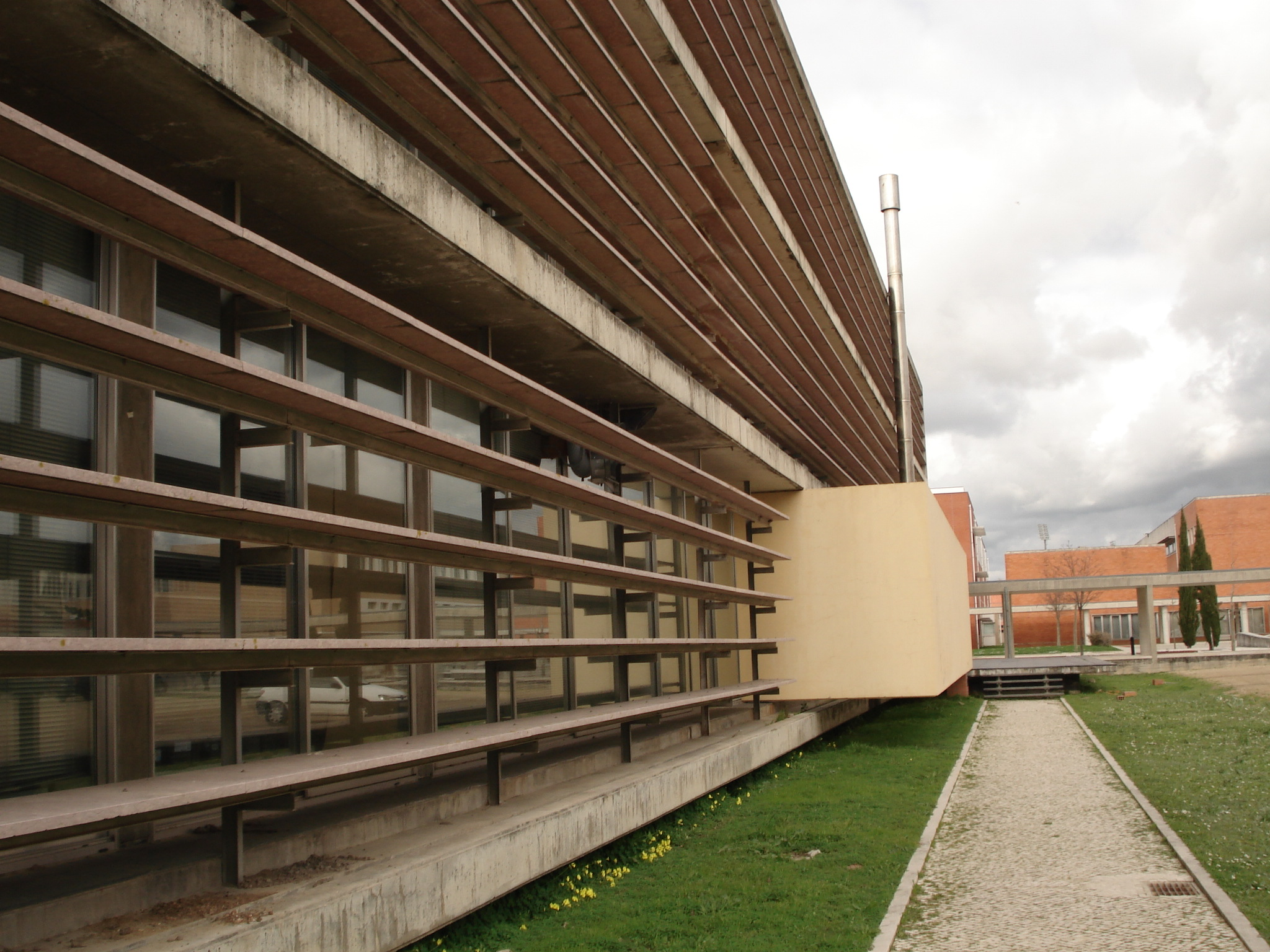
Das geowissenschaftliche Gebäude an der Uni Aveiro

### Universität
Die Universität Aveiro ist eine der jüngsten Universitäten Portugals. Sie wurde 1973 gegründet. Der Campus ist für seine architektonische und städtebauliche Qualität bekannt. Die Universitätsbibliothek beispielsweise wurde von Álvaro Siza Vieira entworfen.

### Freizeit- und Sportanlagen
Das Fußballstadion Estádio Municipal de Aveiro „Mario Duarte“, in dem mehrere Spiele der Fußball-Europameisterschaft 2004 stattfanden, ist Heimatstadion des Fußballclubs SC Beira Mar.

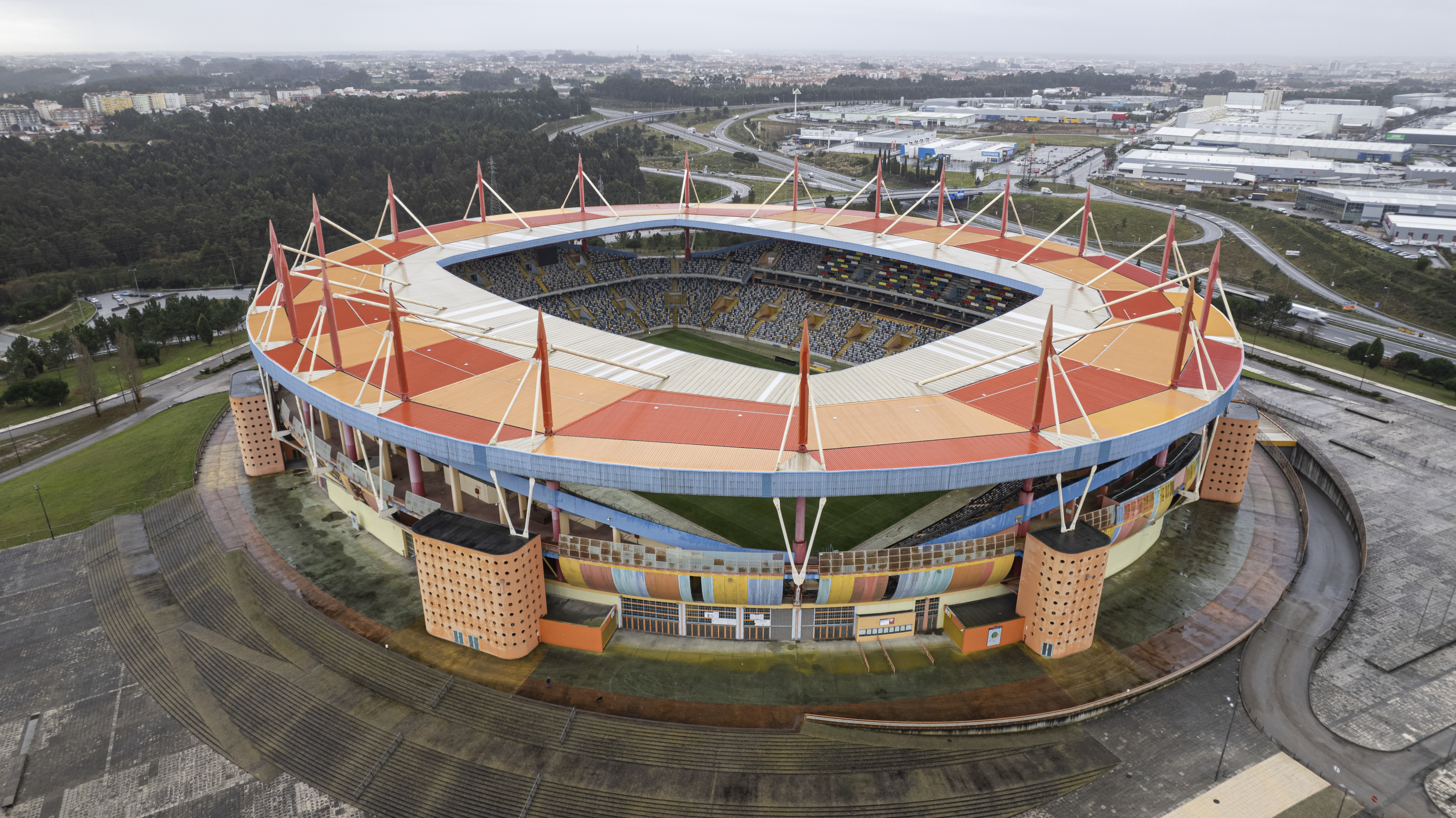
Das Estádio Municipal de Aveiro

## Kultur und Sehenswürdigkeiten

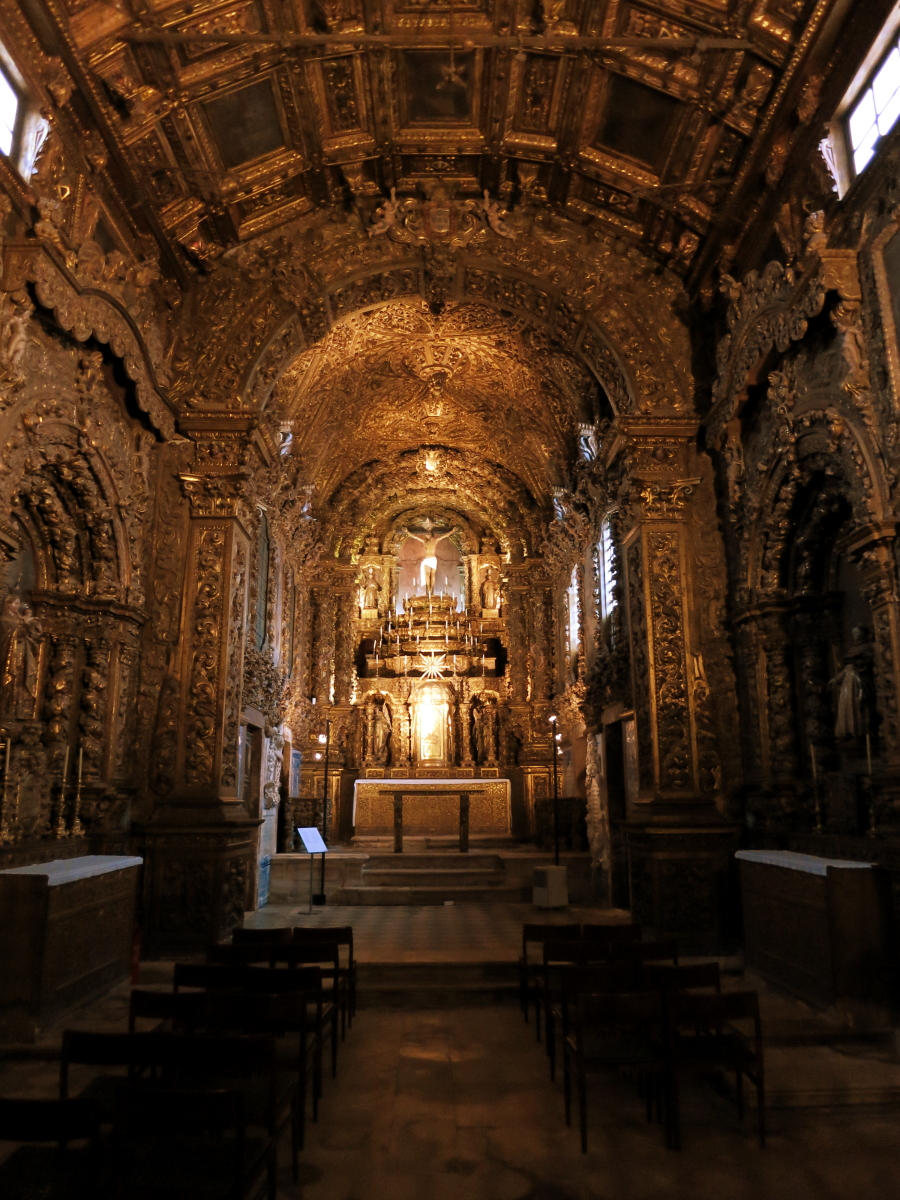
Igreja de Jesus im Mosteiro de Jesus Aveiro

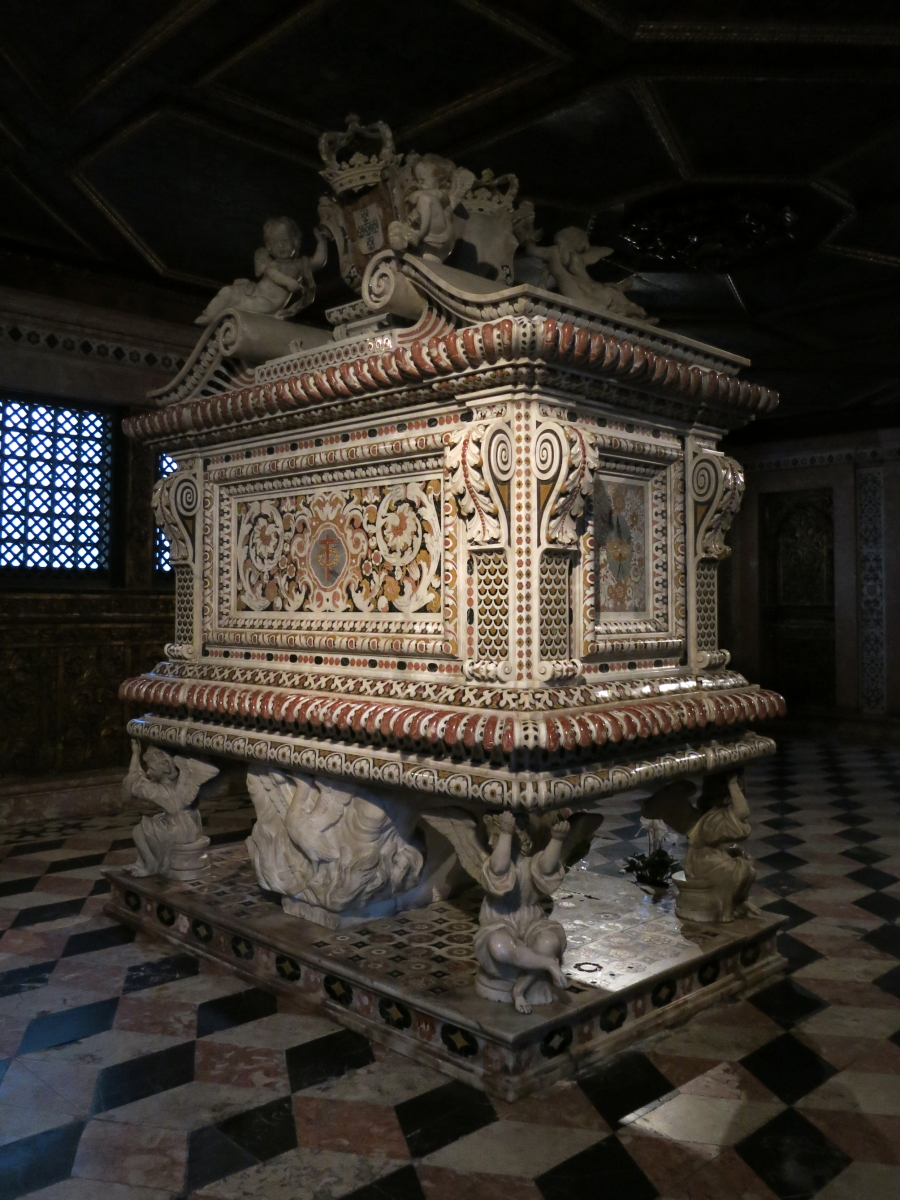
Grabmal der Princesa Santa Joana, spätes 17. Jahrhundert, im Mosteiro de Jesus, Aveiro

Der Park Jardim e Parque Infante D. Pedro ist zu nennen. In den Kanälen werden Gondelfahrten angeboten. Die städtische Einrichtung Loja Buga, zentral vor der Markthalle Mercado Manuel Firmino und hinter dem Einkaufszentrum Fórum gelegen, bietet kostenlosen Fahrradverleih.

### Theater
Das Teatro Aveirense wurde im Jahre 1879 gegründet. 1881 wurde das erste Theatergebäude fertiggestellt. Der aktuelle Spielplan umfasst weit mehr als nur Theater. Kinozyklen zu bestimmten Themen sowie Konzerte und Gastspiele finden sich ebenso wie Tanz und Ausstellungen.

### Museen
Das Museu de Aveiro befindet sich in den Räumen des ehemaligen Klosters Mosteiro de Jesus, welches 1458 gegründet wurde. Im Kloster lebte und starb die berühmte Princesa Santa Joana („Heilige Prinzessin Johanna“) (1452–1490). Um 1700 wurde im Mosteiro ein spektakuläres Grabmal für sie errichtet, das mit für den portugiesischen Barock typischen Marmor-Inkrustationen (pietra dura) überzogen ist. Zum Museumskomplex gehört auch die Kirche Igreja de Jesus mit einer üppigen Ausstattung von Talha dourada (typisch portugiesische vergoldete Schnitzereien). Das Grabmal und die Kirche gehören zu den kulturellen Hauptattraktionen von Aveiro.

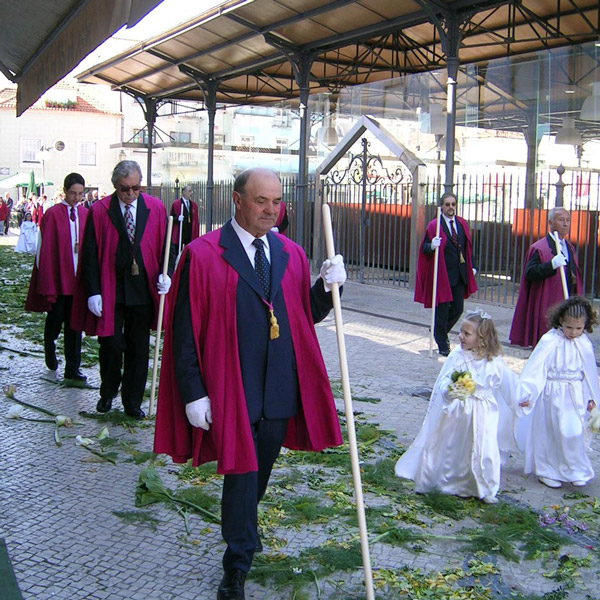
Osterprozession in Aveiro (2004), im Hintergrund der Fischmarkt Mercado de Peixe

### Bauwerke
- Die Kathedrale Igreja de São Domingos
- Die Kirche Igreja da Nossa Senhora de Apresentação
- Das Stadion Estádio Municipal de Aveiro „Mario Duarte“, Austragungsort der EM 2004

### Regelmäßige Veranstaltungen
- Der Fischmarkt Mercado do Peixe wird täglich vormittags auf der Praça do Peixe abgehalten.
- Im Juli oder August findet die Festa da Ria statt. An dem Tag wird eine Regatta von Torreira bis Aveiro ausgetragen. Das Hochwasser wird zu dieser Zeit um 18 Uhr erwartet.
- Am Ostersonntag findet eine Prozession durch den Stadtteil Vera Cruz statt. Dem Umzug wird der Weg mit Blumen bereitet und aus den Fenstern der kleinen Fischerhäuser werden ihr von den häufig alten Bewohnern Blütenblätter zugeworfen.
- Kommunaler Feiertag ist der 12. Mai.

## Gastronomie

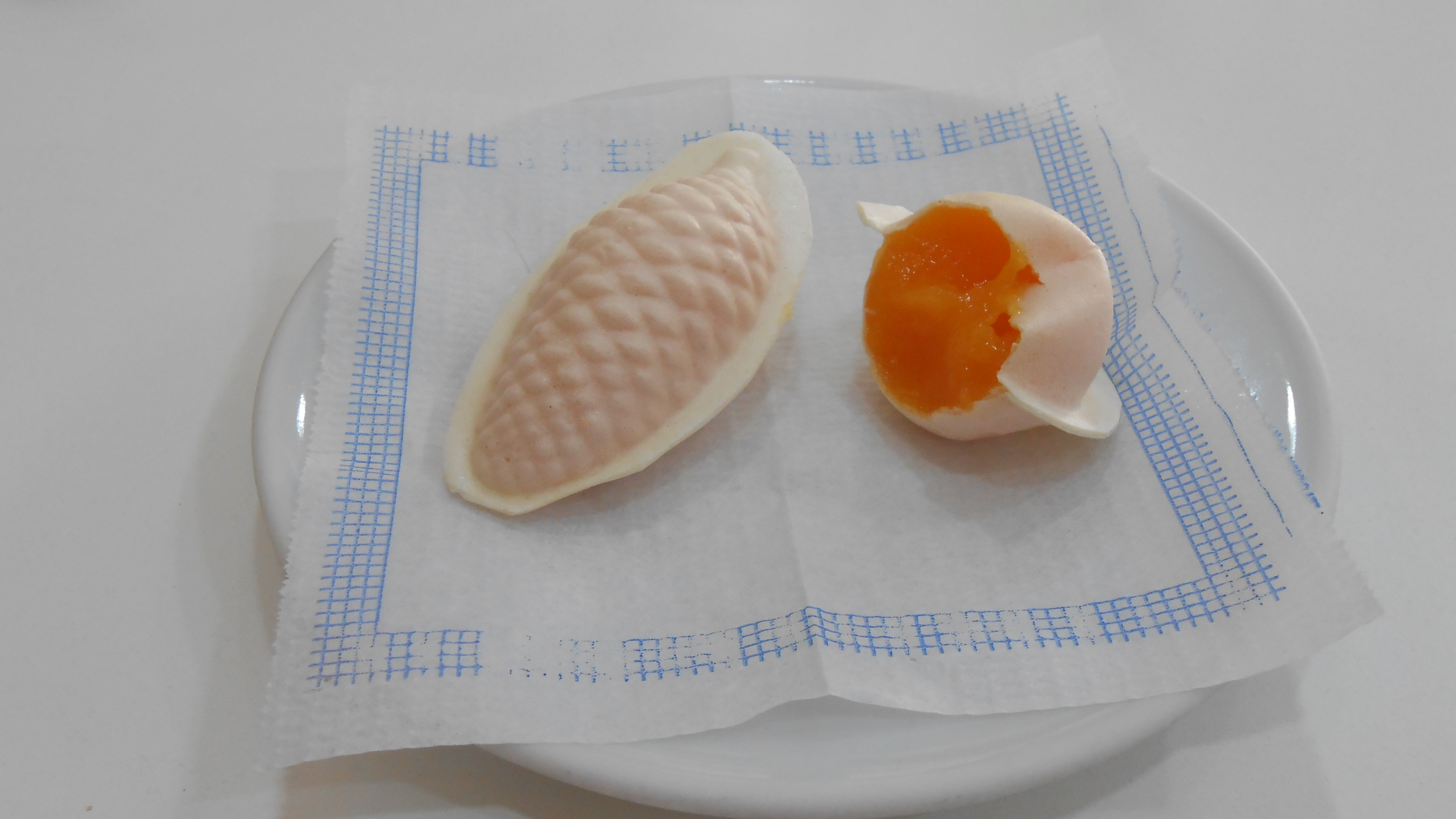
Die Ovos Moles, eine herkunftsgeschützte Süßspeise aus Aveiro

Traditionell sind Fischgerichte und solche mit Meeresfrüchten in Aveiro beliebt. Eine landesweit bekannte, herkunftsgeschützte Spezialität sind die Ovos Moles (dt.: weiche Eier), eine Süßspeise.
Heute finden sich neben einfachen und gehobenen Restaurants auch eine Vielzahl internationaler Fast Food-Ketten, aber auch vegetarisch-vegane Häuser im Ort, etwa der talho vegetariano (dt.: vegetarischer Metzger) mit Bioladen in der zentralen Markthalle Mercado Manuel Firmino, oder das vegetarische Sonatura-Restaurant.

## Kreis Aveiro
Der Kreis Aveiro wird im Norden begrenzt von Murtosa, im Nordosten von Albergaria-a-Velha, im Osten von Águeda, im Süden von Oliveira do Bairro, im Südwesten von Vagos und Ílhavo. Im Westen liegt der Atlantische Ozean.

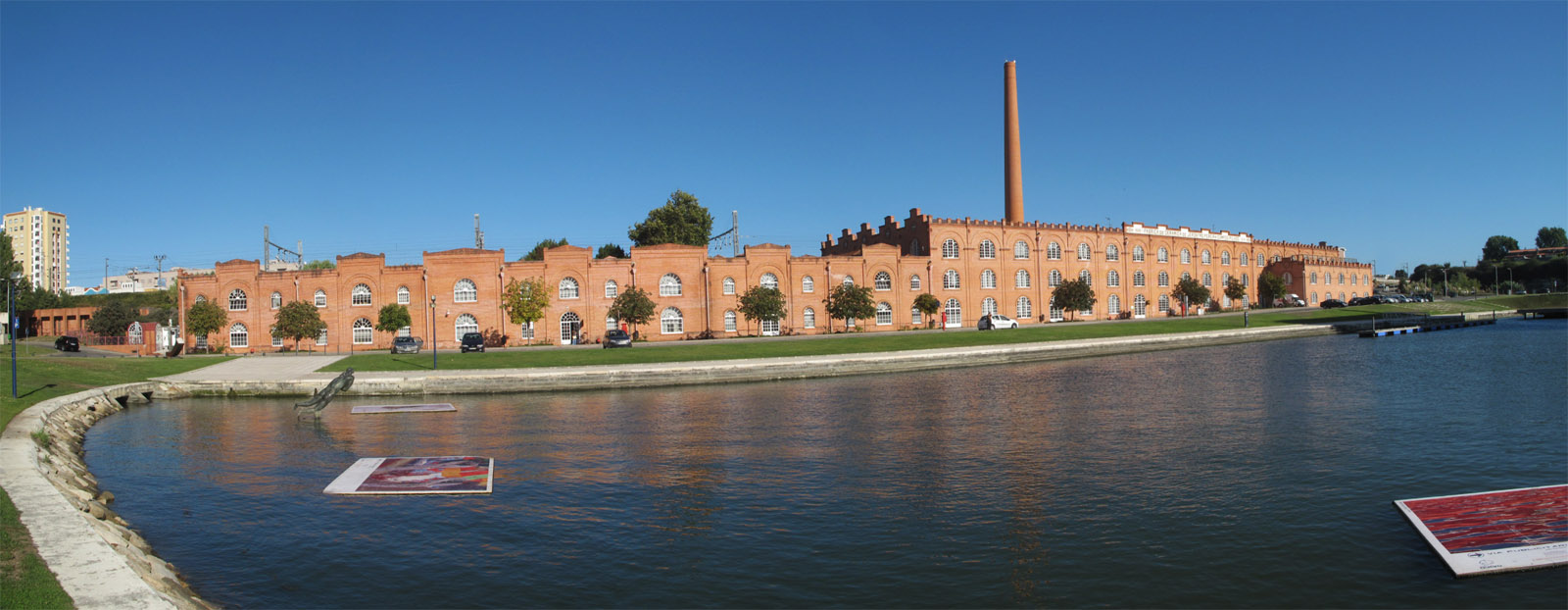
Das Centro Cultural de Congressos, eine ehemalige Keramikfabrik, in der heute neben Kultur- und Tagungseinrichtungen auch Teile der Stadtverwaltung untergebracht sind

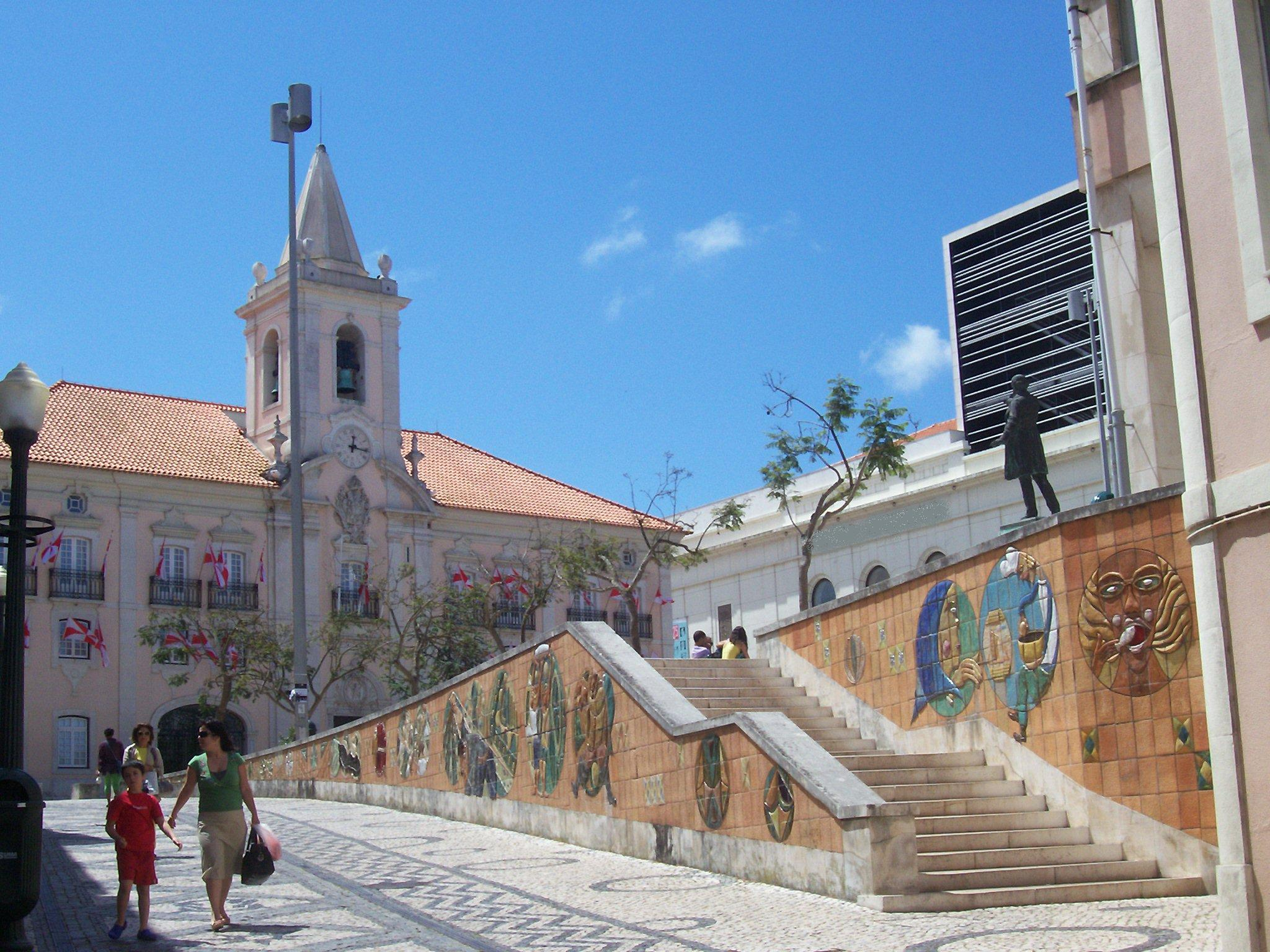
Das alte Rathaus im historischen Zentrum

Mit der Gebietsreform im September 2013 wurden mehrere Gemeinden zu neuen Gemeinden zusammengefasst, sodass sich die Zahl der Gemeinden von zuvor 14 auf zehn verringerte.
Die folgenden Gemeinden (freguesias) vereint der Kreis Aveiro:
| Gemeinde                                  | Einwohner (2021) | Fläche km² | Dichte Einw./km² | LAU- Code |
| ----------------------------------------- | ---------------- | ---------- | ---------------- | --------- |
| Aradas                                    | 10.087           | 8,93       | 1.130            | 010501    |
| Cacia                                     | 6.830            | 35,75      | 191              | 010502    |
| Eixo e Eirol                              | 6.190            | 22,42      | 276              | 010515    |
| Esgueira                                  | 13.505           | 17,15      | 788              | 010505    |
| Glória e Vera Cruz                        | 21.227           | 45,32      | 468              | 010517    |
| Oliveirinha                               | 4.675            | 12,07      | 387              | 010508    |
| Requeixo, Nossa Senhora de Fátima e Nariz | 4.383            | 32,32      | 136              | 010516    |
| São Bernardo                              | 5.273            | 3,94       | 1.340            | 010510    |
| São Jacinto                               | 758              | 13,84      | 55               | 010511    |
| Santa Joana                               | 8.026            | 5,85       | 1.373            | 010513    |
| Kreis Aveiro                              | 80.954           | 197,59     | 410              | 0105      |

| Einwohnerzahl im Kreis Aveiro (1801–2011) |        |        |        |        |        |        |        |        |
| 1801                                      | 1849   | 1900   | 1930   | 1960   | 1981   | 1991   | 2001   | 2011   |
| 14.144                                    | 10.780 | 24.919 | 31.644 | 46.055 | 60.284 | 66.444 | 73.335 | 78.450 |

## Städtepartnerschaften
Aveiro hat zahlreiche internationale Verbindungen durch Städtepartnerschaften und Städtefreundschaften.
| - – Arcachon, Frankreich, seit 1989 - – Belém, Brasilien, seit 1970 - – Bourges, Frankreich, seit 1989 - – Ciudad Rodrigo, Spanien, seit 1989 - – Cholargos – Griechenland, seit 2001 - – Cubatão, Brasilien, seit 1997 - – Farim – Guinea-Bissau, seit 1992 - – Forlì, Italien, seit 1990 - – Inhambane, Mosambik, seit 1989 - – Mahdia – Tunesien, seit 1998 | - – Ōita, Japan, seit 1978 - – Panyu – Volksrepublik China, seit 2000 - – Pelotas, Brasilien, seit 1970 - – Pemba, Mosambik, seit 1995 - – Santa Cruz, Kap Verde, seit 1993 - – Santo António (Príncipe) – São Tomé und Príncipe, seit 1988 - – Viana do Castelo, Portugal, seit 1910 - – Viseu, Portugal, seit 1977 |

## Söhne und Töchter der Stadt
- Aires de Figueiredo Barbosa (1470–1540), Hochschullehrer an der Universität Salamanca, Humanist
- Fernão de Oliveira (1507–1581), Mönch, Konstrukteur von Schiffen und Waffen, Autor und Grammatiker der Renaissance
- Antónia Rodrigues (1580–?), sich als Mann ausgegebene Heerführerin
- Miguel de Bulhões e Sousa (1706–1778), Bischof in Pará (Brasilien) und in Leiria
- José Estêvão Coelho de Magalhães (1809–1862), Jurist, Journalist und Politiker
- Manuel José Mendes Leite (1809–1887), Jurist, Journalist und Politiker
- Joaquim da Costa Cascais (1815–1898), Militär, Lyriker und Dramatiker
- Agostinho Coelho (1828–1888), Kolonialverwalter, Gouverneur von Mosambik und Guinea-Bissau
- Augusto Soromenho (1833–1878), Philologe, Pädagoge und Journalist
- José Luciano de Castro (1834–1914), Politiker, mehrmaliger Ministerpräsident
- Vicente Maria de Moura Coutinho de Almeida d’Eça (1852–1929), Admiral, Historiker, Ozeanograph und Politiker
- João Augusto Marques Gomes (1853–1931), Schriftsteller
- Jaime de Magalhães Lima (1859–1936), Schriftsteller, Lyriker und Literaturkritiker
- Francisco Manuel Homem Cristo (1860–1943), Militär, Hochschullehrer und republikanischer Politiker
- Francisco Couceiro da Costa (1870–1925), Politiker und Jurist, Gouverneur Portugiesisch-Indiens, republikanischer Minister
- João Evangelista de Lima Vidal (1874–1958), Bischof von Luanda und von Aveiro
- José Maria Barbosa de Magalhães (1878–1959), Jurist und Politiker, mehrmaliger republikanischer Minister, Oppositioneller der Salazar-Diktatur
- Mário Duarte (1900–1982), Fußballspieler und Diplomat
- Fernando Pessa (1902–2002), Radio- und Fernsehjournalist, wurde 2002 als ältester Journalist der Welt ausgezeichnet
- Vasco Vieira da Costa (1911–1982), Architekt, wirkte vor allem in Angola
- Carlos Nóbrega e Sousa (1913–2001), Komponist von Unterhaltungsmusik
- José Afonso (1929–1987), bedeutender Sänger und Komponist, Autor des Revolutionsliedes Grândola, Vila Morena
- José Oliveira e Costa (* 1935), Ökonom, Bankmanager und Politiker
- Carlos Candal (1938–2009), Jurist und sozialistischer Politiker
- António Coutinho (* 1946), Immunologe, Hochschullehrer und Forscher
- Rosa Alice Branco (* 1950), Lyrikerin
- Ana Mafalda Leite (* 1956), Schriftstellerin und Lusitanistin
- José Monteiro (* 1956), Maler und plastischer Künstler
- José Manuel Canavarro (* 1965), Psychologe und Politiker
- Carlos Secretário (* 1970), Fußballspieler und -trainer
- Joana Serrado (* 1979), Schriftstellerin
- José Pedro Leitão (* 1979), Musiker, Mitglied von Deolinda
- Arnaldo Edi Lopes da Silva (* 1982), Fußballspieler
- Artur Filipe Bernardes Moreira (* 1984), Fußballspieler
- Diogo Jorge Moreno Valente (* 1984), Fußballspieler
- Pedro Guerreiro de Jesus Correia (* 1987), Fußballspieler
- Margarida Martinho (* 1989), Schauspielerin
- Mariana Martinho (* 1989), Model und Schauspielerin, Zwillingsschwester von Margarida Martinho
- Mariana Lopes (* 1994), Handballspielerin
- David Carmo (* 1999), Fußballspieler
- Samú Costa (* 2000), Fußballspieler

## Marskrater
Nach Aveiro ist ein Marskrater benannt.